# Kratié
Kratie (tiếng Khmer: ក្រចេះ) là một tỉnh (khet) ở phía đông Campuchia. Tỉnh có sông Mekong chảy qua từ bắc xuống nam.

## Địa lý
Kratié giáp Stung Treng ở phía bắc, Mondulkiri phía đông, Kampong Thom và Kampong Cham về phía tây, Tbong Khmum và tỉnh Đồng Nai của Việt Nam về phía nam.
Kratié rộng 11.094 km vuông, trong đó 83% là rừng. Đất nông nghiệp chỉ chiếm 8%. Ở Snoul có đất đỏ bazan.
Sông Mekong chảy qua tỉnh từ bắc xuống nam 140 km, chia tỉnh làm hai nửa ở hai bên bờ sông. Ở khúc này có nhiều cá nược. Một trạm đo mực nước sông quan trọng được đặt ở Kratie. Dự án Thủy điện Sambor đang được đề xuất xây dựng trên dòng Mekong.
Một phần dãy núi Phnom Pram Poan ("Năm Nghìn Đỉnh Núi") và dãy núi Phnom Prech nằm ở Kratie là khu vực dự trữ sinh quyển của tỉnh.

## Lịch sử

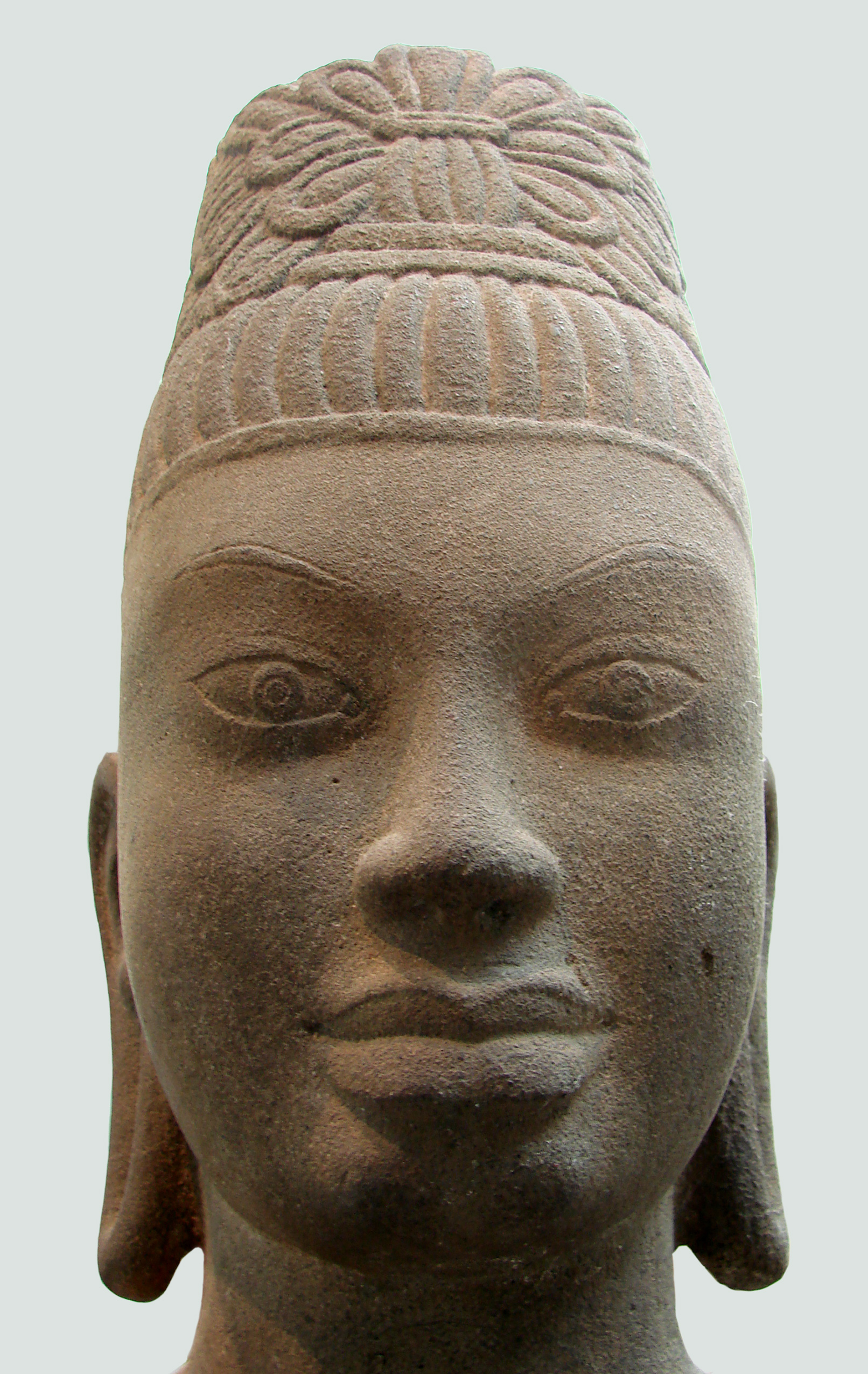
Một bức tượng thời Chân Lạp thế kỷ thứ VIII được tìm thấy ở Koh Krieng, tỉnh Kratie, hiện được đặt trong Bảo tàng Gimmet ở Paris.

Kratié hiện nay chỉ là một phần của tỉnh Kratié trước năm 1960, khi Quốc vương Campuchia Norodom Sihanouk tách phần phía đông núi non của tỉnh ra thành Mondul Kiri.
Có lúc thời Chân Lạp, Campuchia đặt kinh đô Sampheak Borak ở huyện Sambour phía bắc Kratie ngày nay.
Thời nhà Nguyễn, Việt Nam gọi Kratie là "Cần Ché".

## Hành chính
Tỉnh này có năm huyện (srok) và một thị xã (krong).
- 1001 Chhloung: ở bờ đông sông Mekong
- 1002 Kratie (thị xã): ở bờ đông sông Mekong
- 1003 Preaek Prasab: ở bờ phải sông Mekong
- 1004 Sambour: ở phía bắc tỉnh, cả hai phía sông Mekong
- 1005 Snuol: phía đông nam tỉnh, giáp Việt Nam. Cửa khẩu Trapeang Sre ở đây đối diện với Cửa khẩu Hoa Lư (Lộc Ninh, Bình Phước).
- 1006 Chet Borei: ở bờ đông sông Mekong

## Giao thông
- Quốc lộ 7 chạy song song và ở phía đông sông Mekong
- Quốc lộ 73 có một đoạn ngắn phía cực bắc đến thị trấn Chloung bên bờ sông
- Quốc lộ 76 nối quốc lộ 7 từ Anthanh đến Sen Monorom xuyên qua Khu Dự trữ Thiên nhiên hoang dã Snoul.